# خاندان والوآ-آنژو
خاندان والوآ-آنژو (فرانسوی: Maison de Valois-Anjou‎ , ایتالیایی: Casa Valois-Angiò) یک خانواده اصیل فرانسوی و شاخه فرعی از خاندان والوآ بود. اعضای خاندان به عنوان پادشاهان ناپل و همچنین چندین قلمروی دیگر خدمت می‌کردند.

## تاریخ
این خاندان در دهه ۱۳۵۰ زمانی که ژان دوم، پادشاه فرانسه، از خاندان والوآ که شاخه فرعی از خاندان کاپتی بود، به قدرت رسید، تأسیس شد. مادربزرگ پدری او، کنتس مارگارت از آنژو و مین، یک شاهزاده‌خانم از دودمان کاپتی آنژو یا سلسله بزرگ آنژوین بود. او دختر بزرگ شارل دوم، پادشاه ناپولی بود و آنژو را به دومین پسر ژان دوم پادشاه فرانسه، لوئی سپرد.
در عرض چند دهه، ملکه جوآن اول از ناپل، همچنین از نسل ارشد آنژوین، متوجه شد که بدون فرزند خواهد ماند. اگرچه وارثان باقی مانده از شاخه ارشد، به عنوان مثال، خانواده فرعی آنژو-دوراتزو وجود داشتند، او تصمیم گرفت که لوئی را به عنوان آخرین وارث خود بپذیرد.
بنابراین، علاوه بر مبارزه آنژوین‌ها با آراگون در جنوب ایتالیا، دو خط آنژوین، ارشد و جوان، اکنون شروع به رقابت با یکدیگر برای تصاحب پادشاهی ناپل کردند.
خط آنژو-دوراتزو در ابتدا در کنترل ناپل موفق بود، اما خاندان والوآ-آنژو موفق شد پرووانس را ایمن کند و به رقابت بر سر تاج و تخت ادامه داد، و لوئی دوم در واقع کنترل شهر ناپل را از سال ۱۳۸۹ تا ۱۳۹۹ در دست داشت.
انقراض خط خاندان آنژو-دوراتزو در سال ۱۴۳۵ به‌طور موقت ناپل را برای خاندان والوآ-آنژو تضمین کرد، اما آنها توسط آلفونسو پنجم آراگون در سال ۱۴۴۲ از ناپل رانده شدند.
رنه، آخرین دوک این سومین نسل آنژوین، در سال ۱۴۸۰ درگذشت و آنژو به سلطنت فرانسه بازگشت. با مرگ برادرزاده‌اش کنت شارل چهارم از مین در سال ۱۴۸۱، تمام دارایی‌های آنژوین، از جمله پروونس، به تاج پادشاهی بازگشت.
ادعای آنژوین در ناپل به‌طور متناوب توسط خاندان لورن که از نسل دختر بزرگ رنه، یولانده بود، ادامه یافت. شایان ذکر است، جنگ والوآ-هابسبورگ از ۱۵۵۱ تا ۱۵۵۹ شاهد بود که دوک فرانسیس گیز، یکی از اعضای خاندان گیز شاخه فرعی خاندان لورن، یک لشکرکشی ناموفق فرانسوی را علیه ناپل رهبری کرد.